# مایکروسافت آفیس اکس‌پی
مایکروسافت آفیس اکس پی(با کدگذاری Office 10) یک مجموعه اداری است که توسط مایکروسافت برای سیستم عامل ویندوز توزیع و توزیع شده‌است. آفیس اکس پی در ۵ مارس ۲۰۰۱ به تولید رسید و بعداً در ۳۱ مه ۲۰۰۱ به صورت عمومی عرضه شد. این جانشین است آفیس ۲۰۰۰ و سلف از آفیس ۲۰۰۳.

## تاریخچه و پیشرفت
مایکروسافت در نشستی با تحلیل گران مالی در ژوئیه ۲۰۰۰، آفیس اکس پی را نشان داد، که پس از آن با نام رمزگذاری شده خود، آفیس ۱۰ شناخته می‌شد، که شامل مجموعه ای از ویژگی‌های مایکروسافت بود که مطابق با آنچه در آن زمان به عنوان شناخته می‌شد طراحی شده بود . استراتژی دات نت ، که هدف آن دستیابی گسترده مشتری به سرویس‌های مختلف وب و ویژگی‌هایی مانند تشخیص گفتار است.

## ویژگی‌های جدید
رابط کاربری
آفیس اکس پی در مقایسه با نسخه‌های قبلی آفیس دارای ظاهری ساده‌تر و شاداب تر است. به گفته مایکروسافت، این تغییر شامل «از بین بردن عناصر رقیب بینایی، اولویت بندی بصری موارد در صفحه، افزایش فاصله نامه‌ها و فاصله کلمات برای خوانایی بهتر و تعیین رنگ پیش زمینه و رنگ زمینه برای مهمترین عناصر به جلو است.»

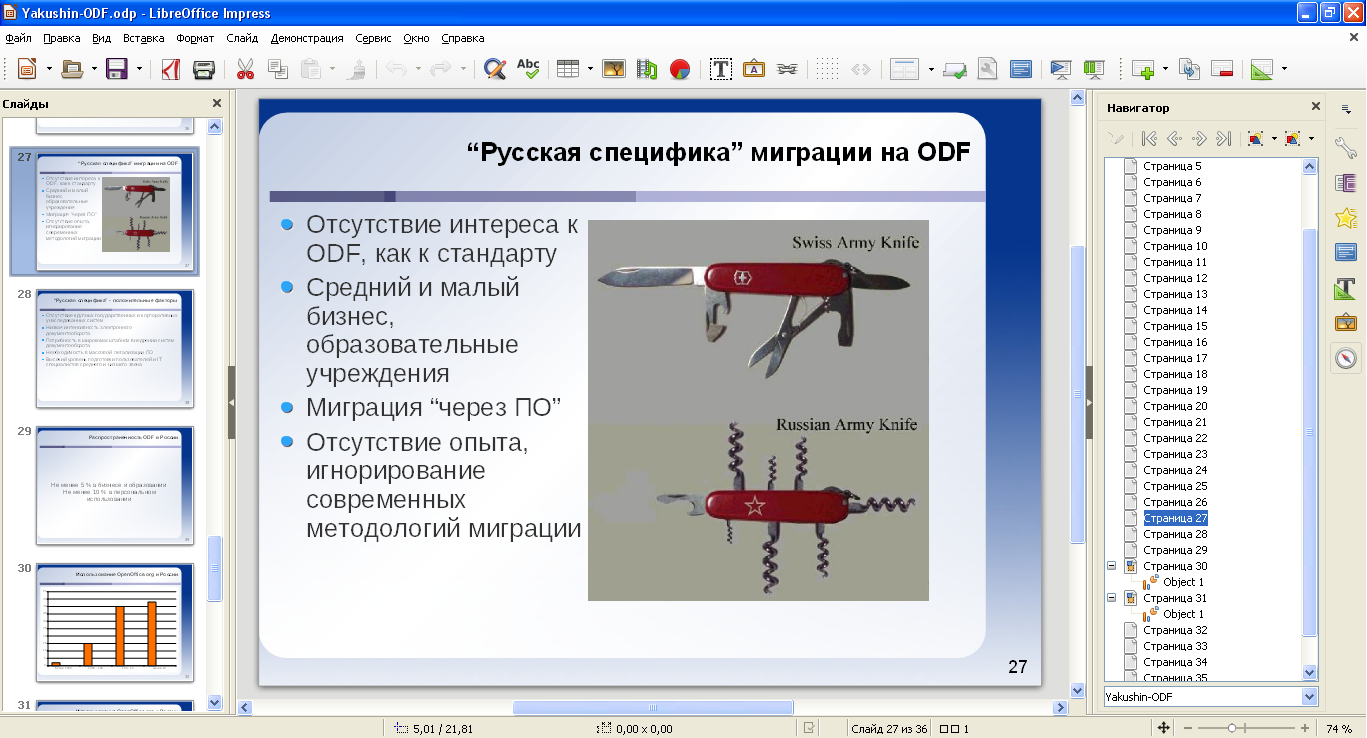
صفحه وظیفه راه اندازی در Word 2002.

## پیونده‌های خارجی
- مقایسه سوئیت‌های اداری
- لیست سوئیت‌های اداری
- تشخیص گفتار ویندوز

مشارکت‌کنندگان ویکی‌پدیا. «Microsoft Office XP». در دانشنامهٔ ویکی‌پدیای انگلیسی، بازبینی‌شده در ۲۴ سپتامبر ۲۰۱۹.